# 松井かれん
松井 かれん（まつい かれん・1989年3月17日 - ）は、NHK名古屋放送局の契約キャスター。元鈴鹿サーキットクイーン33期生。

## 略歴
三重県伊賀市生まれ。三重県立名張桔梗丘高等学校卒業。子供の頃から野球好きだったため、高校時代は野球部のマネージャーを務めた。高校卒業後、当時関西独立リーグへの参入を目指していた『三重スリーアローズ』に勤務。同チームの広報担当としてプロモーション活動を行った。
その後2011年、鈴鹿サーキットクイーンのオーディションを受け、応募総数100名の中からサーキットクイーン33期生に選ばれる。翌2012年も引き続き鈴鹿サーキットクイーンを務めた一方、伊賀市のご当地キャラクター「いが☆グリオ」の“ぐりぐりマネージャー”として広報活動を行う。FM三重の地域情報番組『東員ぷらむちゃんねる!』のパーソナリティ出演もあった。
2016年からNHK津放送局の契約アナウンサーとなり、『ほっとイブニング』→『まるっと!』に出演している。　2020年度でＮＨＫ津放送局を退局、2021年度よりNHK名古屋放送局に移籍した。2024年3月退局。

## 人物・逸話
- 趣味はショッピング、エレクトーン、硬筆。特技は長距離走。
- アナウンサーを目指すようになったのは、野球部の試合で場内アナウンスを聴いたことがきっかけだったという[1]。スリーアローズ関連のイベントや鈴鹿8時間耐久ロードレースのプロモーションイベント[5][6]ではMCを務めたことがある。
- 鈴鹿サーキットクイーンの同期だった中橋舞[7]とはFMなばり（現：adsFM）のナビゲーターという共通点がある（松井は2008年6月 - 10月に地域ナビゲーターとして出演。中橋は2014年10月からで、いずれも出演期間が異なる）。なお、在籍していた鈴鹿サーキットクイーン33期生は5人全員が2年間で卒業したが、誰一人活動辞退する者もなく2年間の任期を終えたサーキットクイーンは33期生が最後となっている[PR 2]。

## 出演
※特記ない場合はNHK名古屋放送局。

### 過去の出演番組
- ほっとイブニングみえ（NHK津放送局、2016年 - 2018年3月）
- 東員ぷらむちゃんねる!（FM三重・2012年11月23日 - 2013年9月27日）[4]
- まるっと!みえ（NHK津放送局、2018年年度 -2020年度 ）
- まるっと!（2021年度 -2023年度 【リポーター】）

### プレスリリース
1. ↑  『鈴鹿サーキットクイーン 第33期生決定!』（PDF）（プレスリリース）モビリティランド、2011年2月28日。2020年12月30日閲覧。
2. 1 2  『鈴鹿サーキットクイーン 第34期生決定!』（PDF）（プレスリリース）モビリティランド、2012年1月14日。2020年12月30日閲覧。